# 西澤ヨシノリ
西澤 ヨシノリ（にしざわ よしのり、1966年1月11日 - ）は、日本のプロボクサー。本名、西澤 良徳（読み同じ）。長野県上田市出身。上田城南高校（現・上田西高等学校）卒業。ヨネクラボクシングジム所属。

## 来歴

### 幼少期
6歳のときに、テレビでモハメド・アリの試合を見て強くなることを志す。また、プロレスが興行を行うと必ず観戦に行っていた。野球部に所属し、水を含んだボールを打って筋力を鍛えるトレーニングを行っていた。

### プロデビュー
19歳のときに上京すると、1985年5月にヨネクラジムに入門。翌年10月21日にプロデビュー。1988年2月21日に大竹永寿を下し全日本ミドル級新人王決定戦で優勝。1991年6月27日に西條岳人の持つ日本ミドル級王座に挑戦したが10回判定引分で獲得できなかった。翌年5月17日に竹原慎二の持つ日本ミドル級王座に再び挑戦するも、10回判定負けで王座奪取に失敗した。1996年2月19日にケビン・パーマーの持つ日本ミドル級王座に3度目の挑戦を行うも、10回判定負けで獲得に失敗した。

### 日本王座獲得
1997年1月28日に、パーマーが返上し空位の日本ミドル級王座決定戦に出場。塚本健一に5回KO勝ちし、4度目の挑戦で日本ミドル級王座を獲得。1998年8月17日に日本王座3度防衛後、ケビン・パーマーのもつOPBF東洋太平洋ミドル級王座に挑戦するが12回判定負けで奪取に失敗した。同年11月24日の日本王座防衛戦で大谷信直に10回判定で敗れ、王座から陥落した（その後、ジムの後輩である保住直孝が大谷を倒しミドル級王座を獲得する）。

### 東洋太平洋王座獲得
1999年5月25日に階級を上げ、崔龍碩の持つOPBF東洋太平洋スーパーミドル級王座に挑戦し、12回判定勝ちで王座獲得に成功した。初防衛後、翌2000年3月28日の同王座防衛戦でガイ・ウォーターズに12回判定負けで敗れ、王座から陥落した。同年9月6日にさらに階級を上げ、寺地永の持つOPBF東洋太平洋ライトヘビー級王座に挑戦し、12回判定負けで獲得に失敗した。2001年3月27日に階級を戻すと、ヒース・ステントンと空位のOPBF東洋太平洋スーパーミドル級王座決定戦に出場し、12回引分で獲得に失敗した。同年6月19日にヒース・ステントンと再戦し、OPBF東洋太平洋スーパーミドル級王座獲得に成功した。
2001年10月に自らボクシングのプロモートを手掛けた（この際小学生以下の入場料を無料にし、収益金を市の福祉施設や学校に寄付した）。2003年6月2日に防衛1度、エキシビション3戦3勝で王座を返上。

### 世界王座挑戦
2004年1月19日にオーストラリアのウロンゴン・エンターテイメントセンターで、WBA世界スーパーミドル級王座に初挑戦。王者アンソニー・ムンディン（オーストラリア）から序盤にダウンを奪う健闘を見せたが、5回43秒TKO負けを喫し、王座獲得に失敗した。
同年4月10日にポーラ・トゥイロー（フィジー）を5回2分59秒KO勝ちで破りOPBF東洋太平洋スーパーミドル級王座の3度目の獲得に成功した。防衛1度の後、同年12月1日に返上。
2004年12月18日にドイツで、WBC世界スーパーミドル級王座に挑戦。マルクス・バイエル（ドイツ）からダウンを奪うも、それ以外はほぼ完全に封じられ12回判定負け。
翌2005年6月21日に階級を上げ、デール・ウェスターマンの持つOPBF東洋太平洋ライトヘビー級王座に挑戦するが、12回判定負けで獲得に失敗。同年10月18日に階級を下げ、OPBF東洋太平洋スーパーミドル級王座決定戦に出場。ピーター・ミトレフスキーに、10回負傷判定負けし獲得に失敗した。翌2006年11月21日に階級を上げ、OPBF東洋太平洋ライトヘビー級王座決定戦に出場。マリカ・カトニヘレ（フィジー）に1回1分39秒KO勝ちを収め、王座獲得に成功した。

### 海外での挑戦
2007年1月30日の防衛戦で、ヒース・ステントンに12回判定負けし、王座から陥落した。この結果JBCは2月5日に引退勧告及びライセンスの停止を行った。このとき41歳25日だった西澤は国外での現役を希望し、3月10日からオーストラリアクイーンズランド州にライセンス試験の受験のために渡航した。
同年7月20日にオーストラリアニューサウスウェールズ州ニューカッスルにて、再起戦となるWBFアジア太平洋ライトヘビー級王座決定戦に出場。ゲンスイット・トーシラチャイ（タイ）と対戦し、7回2分1秒KO勝ちを収め王座を獲得した。同州ではタイトル戦に限定し年齢制限がないためにライセンスが発行された。なお両者共に、WBFのアジア太平洋ランキングの10位以内には入っていなかった。
同年12月7日、オーストラリアニューサウスウェールズ州ワイオングにて、WBF世界ライトヘビー級王座決定戦に出場。西澤はWBF同級15位で、対戦相手のソニー・アンジェロはWBFミドル級15位と、別階級の15位同士が対戦するという異例の王座決定戦となったこの試合、西澤が偶然のバッティングで左側頭部から出血し、3R負傷引分扱いでタイトル奪取ならず。
2008年9月12日、タイのアユタヤでABCOクルーザー級王座決定戦に出場の予定であったが、タイの政情不安により中止となった。
2008年11月2日、韓国京畿道龍仁市にて韓国KBAヘビー級王者でPABAクルーザー級7位金在参とKBA（韓国ボクシング協会）主催の「アジア最強決定戦」を行い、3回1分22秒KO勝ちを収め、KBAアジア最強王座を獲得した。
2009年7月18日、オーストラリア、ニューサウスウェールズ州ワイオングでいずれも空位のWBOオリエンタルクルーザー級王座とUBC世界同級王座をジョニー・ウォーカー（オーストラリア）と決定戦で争い、0-3の判定負けを喫した。
2010年4月24日、オーストラリア、ニューサウスウェールズ州ワイオングで行われたWBF世界ライトヘビー級王座決定戦並びにWBOアジア太平洋ライトヘビー級暫定王座決定戦でジョエル・ケーシー（オーストラリア）と対戦し、8回2分8秒KO負けを喫しWBF王座とWBOアジア太平洋暫定王座の獲得に失敗した。
2010年7月31日、オーストラリア、ニューサウスウェールズ州ワイオングでWPBF世界クルーザー級王座決定戦に出場。ピーター・ブレナン（オーストラリア）に3-0の判定で敗れ、44歳での挑戦はまたしても実らなかった。
2011年12月2日、オーストラリア、シドニーで行われたWBFイギリス連邦クルーザー級王座決定戦、UBC世界クルーザー級王座決定戦並びにWPBF世界クルーザー級王座決定戦でチョクチャナ・シスクルポン（タイ）と対戦し、5回35秒KO勝ちをおさめ、45歳で念願の世界王者となった。

### 引退
2013年8月5日、「ボクサーとしての可能性は全て使い果たした」と述べ、保持する王座の返上と引退を表明。今後は後進の育成にあたる。
2014年1月28日、後楽園ホールにて引退記念興行を開催。メインイベントは同じ上田市出身で西澤の試合観戦がきっかけでプロボクサーになった後輩溜田剛士のノンタイトルだった。
2014年10月25日、地元長野県の千曲市戸倉体育館にてヨネクラジムの先輩だった大橋秀行がプロモートする同郷の宮尾綾香のWBA女子世界ライトミニマム級王座防衛戦にて引退セレモニー。
2018年より大橋ボクシングジムのトレーナーに就任。

## 人物
竹原慎二（元WBA世界ミドル級王者）が唯一KO出来なかった日本人ボクサーでもある。また、真田雄一（さなだ ゆういち）というリングネームで試合を行ったことがある。
プロボクサーの定年である37歳直前になっても現役に拘り続け、最終的には定年制ルールさえも改正させた（旧：37歳を超えたボクサーは、現役王者、またはタイトル戦が内定している選手以外は無条件で引退。改正後：日本・東洋・世界タイトル獲得もしくは世界タイトル挑戦経験者、及び現役世界ランカーは、37歳を過ぎても条件付で現役続行を認める）。
「おやじボクサー」「中年の星」というニックネームが象徴するように40歳を迎えても現役で戦い続け、47歳で引退するまで第一線で活躍したボクサーである。
2006年11月21日、東洋太平洋ライトヘビー級王座決定戦において、マリカ・カトニヘレ（フィジー）に1ラウンド1分39秒でKO勝ちを果たした。40歳のチャンピオンは、日本、東洋太平洋、世界を通じて国内初である（当時チャンピオンとしては最年長だが、女子も含めた記録は2012年11月12日につのだのりこ、後に池山直に、男子としての記録も2019年2月24日に野中悠樹にそれぞれ更新されている）。
東京・中野にあるゴールドジムウエスト東京店にて「西澤ボクシングジム」を開講している。
後援会会長は総理大臣経験者の羽田孜。その他、後援会員にはコシノジュンコや宇崎竜童がおり、ガウン等の衣装はコシノがデザインを担当し、また、コシノのファッションショーにも度々モデルとして出演している。入場曲は、宇崎竜童作曲、阿木燿子作詞による「Kut’s」。宇崎のアルバム『SMOKE&BOURBON』に収録された同曲のサブタイトルには、「東洋太平洋スーパーミドル級チャンピオン西澤ヨシノリに捧ぐ」とある。
2011年2月より、東京都中野区にある少年野球指導教室「中野塾」に特別講師として参加している。本人は、野球少年・高校球児である。高校時代、当時最高のピッチャーと言われていた中京高校の野中徹博からバックスクリーンにホームランを叩き込んでいる。20数年ぶりに野中徹博と会談し、野球の素晴らしさ・スポーツの素晴らしさを子供たちに伝えていこうと意気投合した（『中年の星』同盟）。

## 獲得タイトル
- 第34回 全日本ミドル級新人王
- 第45代 日本ミドル級王座（防衛3）
- 第6代OPBF東洋太平洋スーパーミドル級王座（防衛1）
- 第8代OPBF東洋太平洋スーパーミドル級王座（防衛1）
- 第10代OPBF東洋太平洋スーパーミドル級王座（防衛1）
- 第11代 OPBF東洋太平洋ライトヘビー級王座（防衛0）
- WBFアジア太平洋ライトヘビー級王座（防衛0）
- 初代KBAアジア最強王座
- WBFイギリス連邦クルーザー級王座（防衛0）
- UBC世界クルーザー級王座（防衛0）
- WPBF世界クルーザー級王座（防衛0）